# Jakub Kruk
Jakub Kruk (ur. 8 sierpnia 1984) – polski piłkarz ręczny, występujący na pozycji bramkarza.

## Życiorys
W 2007 roku przeszedł z Tęczy Leszno do Olimpii Piekary Śląskie. W barwach Olimpii zadebiutował w Superlidze 1 września w przegranym 28:29 spotkaniu z Miedzią Legnica. Ogółem w sezonie 2007/2008 rozegrał 19 spotkań w Superlidze. Po zakończeniu sezonu odszedł z Olimpii, po czym przebywał na testach w Stali Mielec. W 2009 roku został zawodnikiem Viretu Zawiercie. W sezonie 2010/2011 uzyskał z tym klubem awans do I ligi. Sezon 2012/2013 Kruk spędził w ASPR Zawadzkie, po czym wrócił do Viretu Zawiercie. W 2014 roku podpisał kontrakt z MKS Leszno, w którym występował do przerwania kariery w 2019 roku. W 2020 roku wznowił karierę w leszczyńskim klubie.